# 会计专业技术资格
会计专业技术资格是中华人民共和国的一种專業技術人員職業資格(职称)，分为初级、中级、高级三个级别
，即：
- 初级：助理会计师
- 中级：中级会计师
- 高级：高级会计师